# Diku
Diku of Di Ku (Keizer Ku of God Ku) is een figuur uit de Chinese mythologie. Diku staat ook bekend als Gaoxin. De fragmentarisch overgeleverde mythen brengen hem in verband met de uitvinding van muziekinstrumenten en de compositie van bepaalde, met naam genoemde muziekstukken. Hij wordt genoemd als een van de Vijf Oerkeizers en achterkleinzoon van de Gele Keizer. Verder hebben aan hem toegeschreven nakomelingen een belangrijke rol gespeeld in de traditionele Chinese geschiedopvatting. Zo was Houji de stamvader van de Zhou, Qi de stamvader van de Shang en Yao de eerste van de Drie Volmaakte Koningen.

## Mythische restanten
In de Diwang shiji (帝王世紀, 'Genealogische optekening van keizers en koningen', samengesteld door Huangfu Mi, 皇甫謐, 215-282) staat vermeld dat hij onmiddellijk na zijn geboorte zijn naam, Jun (俊), kon uitspreken, dat wil zeggen dat hij Jun als zijn persoonlijke naam koos. Verder bezat Diku een dubbele rij tanden. In een van de fragmenten van de Diwang shiji is sprake van een wonderbaarlijke conceptie van Diku. In de overige fragmenten staat echter vermeld dat zijn moeder onbekend was. Nadat hij keizer was geworden zou hij tijdens de lente en herfst een draak en tijdens de zomer en winter een paard hebben bereden.

## God van de muziek
Net als Fuxi werd ook Diku in verband gebracht met muziekinstrumenten en -composities. Volgens de Lente en herfst van mijnheer Lü (Lüshi chunqiu, 呂氏春秋, feitelijk daterend uit de Han-tijd) gaf hij Yourui opdracht om zes slaginstrumenten (diverse trommels, bellen en een klokkenspel) en vier blaasinstrumenten (waaronder een ocarina van gebakken klei en rieten fluiten) te ontwerpen. Vervolgens kreeg Xianhei (咸黑) opdracht om voor deze instrumenten muziekstukken te componeren. In de Lüshi chunqiu worden met name de Negen ontbiedingen, de Zes bloemen en de Zes rangen als stukken genoemd. Tijdens die uitvoeringen dansten feniksen en hemelse fazanten op het ritme van de muziek. Dit werd later gerationaliseerd als hemelse instemming met de harmonieuze wijze waarop Diku regeerde.

## Mythische nakomelingen van Diku
In de Genealogische optekening (Shiben, 世本) uit de 3e eeuw v.Chr worden vier concubines van Diku genoemd. Ook Shiji noemt in totaal vier vrouwen. De eerste vrouw van Diku was Jiang Yuan (姜原). Zij was een dochter uit de Youtai-clan (有邰氏) en de moeder van Houji (後稷), de god van de gierst en stamvader van de Zhou-dynastie. De tweede vrouw van Diku was Jiandi (简狄), een dochter uit de Yourong-clan (有娀氏) en moeder van Qi (棄). Hij werd de stamvader van de Shang-dynastie. Diku heeft noch bij de conceptie van Houji noch bij die van Qi een fysieke rol gespeeld. Beide concubines bleken op wonderbaarlijke wijze in verwachting te zijn geraakt. De derde vrouw was Qingdu (慶都) uit de Chenfeng-clan (陳豐氏). Zij was de moeder van Keizer Yao, net als Diku een van de Vijf Oerkeizers. De vierde vrouw van Diku was Changyi (常儀) uit de Quzi-clan (娵訾氏), de moeder van Dizhi (Keizer Zhi). Hij zou Diku opvolgen, maar werd na negen jaar op zijn beurt opgevolgd door Yao. Opvallend is de genoemde volgorde van de vier vrouwen. De als eerste en daarmee belangrijkste vrouw genoemde Jiang Yuan was de stammoeder van de Zhou. Om hun dynastie te kunnen vestigen hadden zij de Shang, nakomelingen van de als tweede genoemde Jiandi, verslagen. De derde vrouw was de moeder van Yao, de opvolger van de zoon van de vierde vrouw. Verder ontbreken Shun, Yu en de Xia-dynastie, heersers die tussen Keizer Yao en de Shang zouden hebben geregeerd. Volgens de stamboom in Shiji stammen zij via een andere tak af van de Gele Keizer.
In Shiyiji (拾遺記, Onderzoek naar verloren optekeningen) uit de vierde eeuw (na Chr.) wordt een dame uit Zoutu (鄒屠氏, Zoutu Shi) genoemd als vrouw van Diku. Zij kreeg acht zonen. Elke zoon werd geboren nadat zij had gedroomd dat zij de zon had ingeslikt. De acht zonen waren Bo Fen (伯奮), Zhong Kan (仲堪), Shu Xian (叔獻)，Ji Zhong (季仲), Bo Hu (伯虎), Zhong Xiong (仲熊), Shu Bao (叔豹) en Ji Li (季狸). Zij staan bekend als de 'Acht Eersten' (八元, Bayuan). Volgens Shiji werden zij door keizer Yao verantwoordelijk gemaakt voor het bestuur, net als de Bakai (八凱, de 'Acht Vreugdebrengers'), acht zonen van Zhuanxu, de voorganger van Diku. Dat zou zijn gebeurd nog voordat keizer Yao Shun tot zijn opvolger had gekozen.
In de mythe van de hond Panhu (槃瓠) speelt een dochter van Diku een belangrijke rol. Deze mythe was afkomstig uit het zuiden van China. Nadat Panhu een vijandige generaal had gedood, kreeg de hond een dochter van Diku als vrouw. Uit deze verbintenis kwamen de Yao voort, nu een van de minderheden uit het zuiden van China.
Volgens het Commentaar van Mijnheer Zuo had Gaoxin twee zonen, Ebo (閼伯, ook wel Yan Bo) en Shishen (實沈). Zij bevochten elkaar voortdurend met hun dolk-bijlen en schilden. Diku was dit gedrag beu en veranderde hen in sterrengoden. Ebo, de oudste van de twee, werd naar Shangqui (商丘) gezonden, waar hij verantwoordelijk werd gemaakt voor de ster Chen (辰, Antares in het sterrenbeeld Schorpioen). Het volk van de Shang volgde Ebo (dat wil zeggen ging Ebo aanbidden), zodat Chen ook wel de Shang-ster werd genoemd. Shishen werd naar Daxia (大厦) gestuurd en kreeg de verantwoordelijkheid voor de ster Shen (參, Orion). Het volk van Tang (andere naam voor Keizer Yao) volgde Shishen. Diku had zo de twee broers voor altijd van elkaar gescheiden, omdat de sterren Chen (Shang) en Shen nooit tegelijkertijd zichtbaar waren. Vanaf de Han-dynastie werd de combinatie Shen Shang gebruikt als poëtische metafoor voor broers die voortdurend met elkaar wedijveren of voor vrienden die elkaar voor lange tijd gaan verlaten. (Zie ook: Orion (mythologie) voor het Griekse equivalent van deze mythe).

## Gelijkenis met Di Jun
Er zijn drie opvallende overeenkomsten tussen Diku en Dijun (帝俊), goddelijke echtgenoot van zowel de zonnegodin Xihe als de maangodin Changxi. Jun (俊) in Dijun is dezelfde naam als Jun (俊), de door Diku zelf gekozen persoonlijke naam. Zowel Diku als Dijun hadden een zoon met de naam Houjie. De naam van een van de vrouwen van Diku, Changyi (常儀) leek sterk op Changxi (常羲), een van de vrouwen van Dijun. Op basis van deze overeenkomsten wordt soms aangenomen dat Diku en Dijun dezelfde figuur zijn. Toch worden Diku en Dijun in de fragmentarisch overgeleverde mythen steeds als twee verschillende personages behandeld.

## Een van de Vijf Oerkeizers

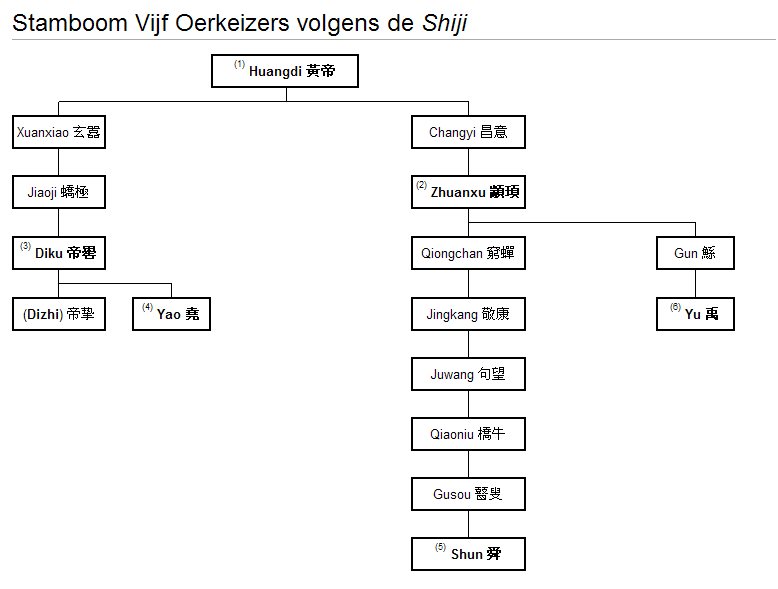
Stamboom van de Vijf Oerkeizers volgens de Shiji.

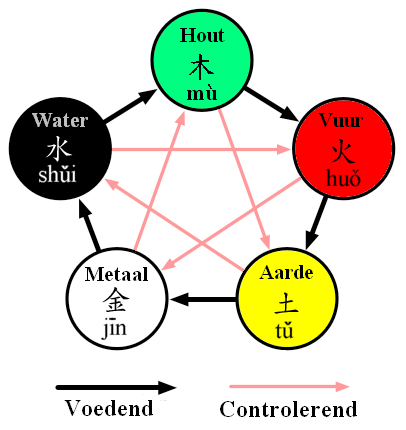
De leer van de Vijf Elementen. Hier is de 'voedende cyclus' van belang.

In het eerste hoofdstuk van de Shiji wordt Diku omschreven als de derde van Vijf Oerkeizers, heersers over een eenheidsrijk dat volgens opvattingen uit de vroege Han-dynastie vanaf de Gele Keizer zou hebben bestaan. Diku was de achterkleinzoon van de Gele Keizer via diens zoon Xuanxiao (玄囂), die in andere bronnen ook wel Shaohao wordt genoemd. Zijn vader was Jiaoji (蟜極), zijn moeder bleef onbekend. Diku behoorde tot de Ji-clan (姬), net als zijn latere afstammelingen, de Zhou. Hij was de opvolger van Zhuanxu, volgens het door Sima Qian samengestelde genealogisch overzicht een (oud)oom van Diku. Hij nam van hem een rijk over dat zich naar het noorden zou hebben uitgestrekt tot Youzhou (幽州), naar het zuiden tot Jiaozhou (交州), naar het westen tot Liusha (流沙, Vloeiend Zand, mogelijk het huidige Gansu) en naar het oosten tot Fanmu (蹯木). Over de eigenlijke regering van Diku wordt in de Shiji slechts vermeld dat hij een deugdzaam en wijs bestuurder was, die zijn volk op onpartijdige wijze diende.
In bewaard gebleven fragmenten van de Diwang shiji, oorspronkelijk in de derde eeuw na Chr. door Huangfu Mi samengesteld, wordt de pseudobiografie van de Shiji verder aangevuld. In één fragment wordt als vader van Diku een zekere Qiaoji (僑極) genoemd, die Woshuai (握衰), een vrouw uit de Chenfeng clan (陣豐氏) koos. Qiaoji is waarschijnlijk dezelfde als Jiaoji, volgens de Shiji de vader van Diku. Toen Woshuai over een voetafdruk liep, raakte zij in verwachting van Ku. Volgens de tekst van datzelfde fragment werd zij daarna echter door niemand meer opgemerkt.
Toen Diku vijftien jaar was werd hij de assistent van oerkeizer Zhuanxu. Diku volgde hem op toen hij dertig jaar was. Ook veertig jaar wordt genoemd. Diku had zijn residentie in Bo (亳), nabij Yanshi (偃師) in Henan. Hij regeerde 75 jaar en overleed toen hij 105 jaar oud was. Volgens een ander fragment van de Diwang shiji zou hij 70 jaar hebben geregeerd, de Bamboe-annalen vermelden 63 jaar. Volgens de traditionele Chinese chronologie zou Diku hebben geregeerd tussen 2435 en 2365 v.Chr. Er worden ook andere jaartallen genoemd. Hier is echter sprake van een pseudo-chronologie die teruggaat op berekeningen van Liu Xin uit de eerste eeuw v.Chr. Hij baseerde zich op kosmologische overwegingen, niet op feitelijke gebeurtenissen.
De overgeleverde begraafplaats van Diku was het dorp Guangyang (廣陽) in Dunqiu (頓丘) in Dongjun (東郡). Hij werd opgevolgd door zijn (oudste) zoon Dizhi en na diens dood door zijn jongere zoon Yao. Niet Dizhi maar Yao werd volgens de traditie van de Shiji en de Bamboe-annalen de vierde van de Vijf Oerkeizers en tevens de eerste van de Drie Volmaakte Koningen.
Diku wordt ook in verband gebracht met de Leer van de Vijf Fasen. Hij regeerde volgens opvattingen die in de eerste eeuw v.Chr. onder de Han-dynastie gangbaar waren, onder de fase (het element) van het hout. Deze fase werd gevoed door water, de fase waaronder zijn voorganger Zhuanxu had geregeerd. Diku benoemde vijf functionarissen overeenkomstig deze Vijf Fasen. Zo werd Goumang (勾芒) verantwoordelijk gemaakt voor hout (muzheng, 木正), Zhurong werd de regelaar voor vuur (huozheng, 火正), Rushou (蓐收) voor metaal (jinzheng, 金正), Xuanming (玄冥) voor water (shuizheng, 水正) en Houtu (后土) voor aarde (tuzheng, 土正). Hier is feitelijk sprake van een omgekeerd euhemerisme, goden die worden teruggebracht tot ambtenaren in dienst van een keizer.